# أندراس كالي سوندرز

أندراس كالي سوندرز (مواليد 28 يناير 1985) هو مغني أمريكي مجري، مثل المجر في مسابقة الأغنية الأوروبية 2014.

## روابط خارجية
- أندراس كالي سوندرز على موقع IMDb (الإنجليزية)
- أندراس كالي سوندرز على موقع ميوزك برينز (الإنجليزية)
- أندراس كالي سوندرز على موقع ديسكوغز (الإنجليزية)